# Nowodewitschi-Kloster

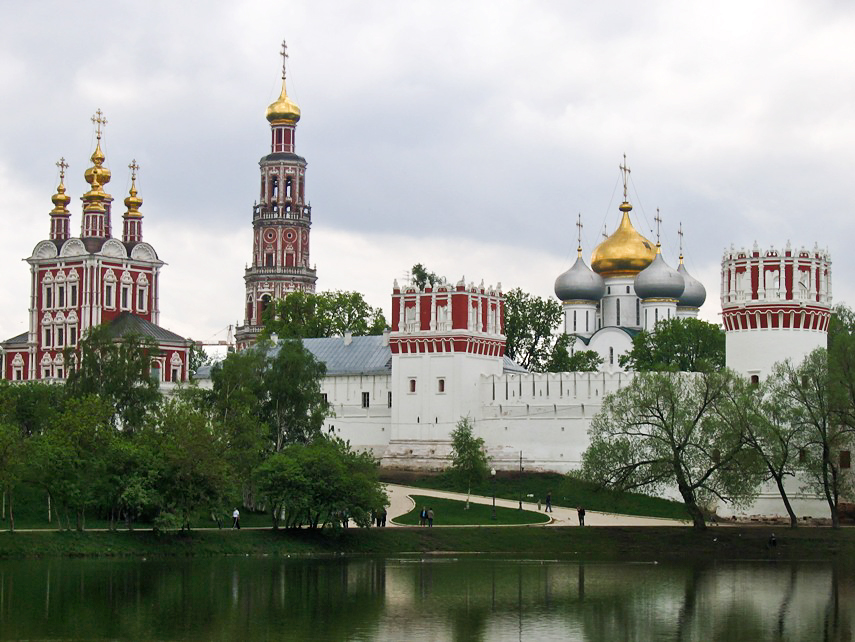
Gesamtansicht des Klosters

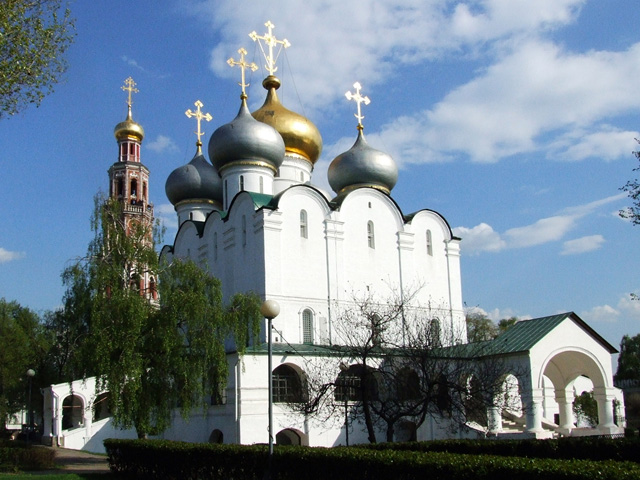
Teilansicht

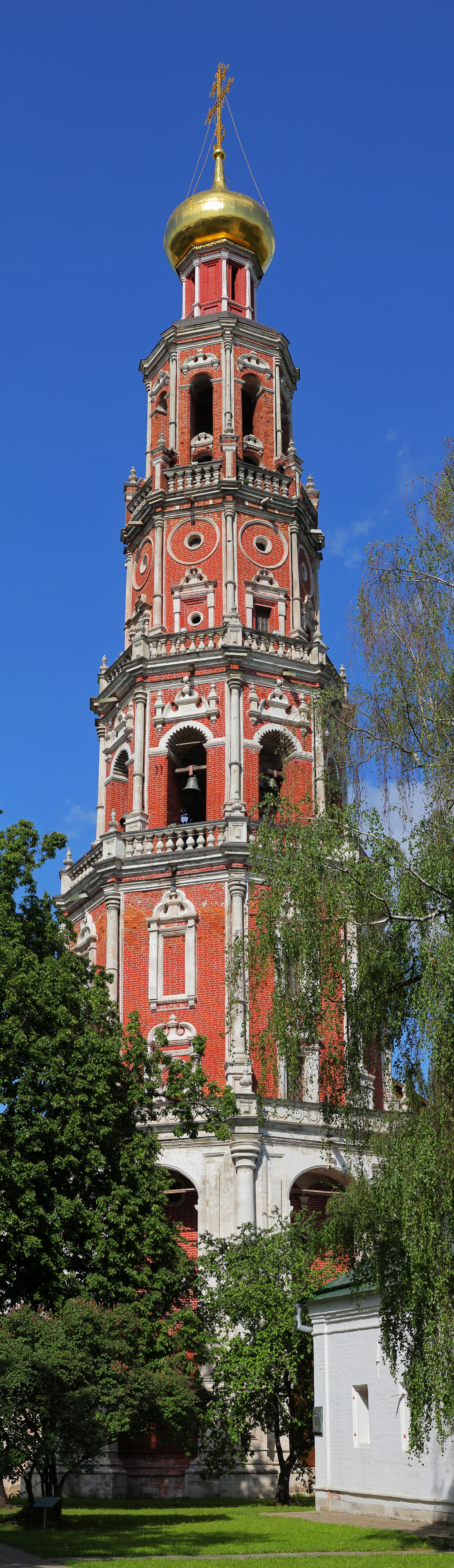
Glockenturm

Das Nowodewitschi-Kloster oder Neujungfrauenkloster (russisch Новодевичий Богородице-Смоленский женский монастырь, (Nowodewitschi Bogorodize-Smolenski schenski monastyr) wörtlich Neujungfrauen-Gottesmutter-von-Smolensk-Frauenkloster) in Moskau ist neben dem Dreifaltigkeitskloster von Sergijew Possad das wohl bekannteste russische Kloster. Seinen Namen erhielt es zur Unterscheidung vom alten Frauenkloster, dem Himmelfahrtskloster im Kreml.
Es liegt in einer Biegung der Moskwa, etwa 4 km südwestlich des Stadtzentrums. 2004 wurde das im 16. Jahrhundert gegründete und bis ins 17. Jahrhundert weiter ausgebaute Frauenkloster in die Liste des UNESCO-Weltkulturerbes aufgenommen.
Am Abend des 15. März 2015 geriet der Glockenturm des Klosters während Restaurierungsarbeiten in Brand.

## 16. und 17. Jahrhundert
Das Neujungfrauenkloster wurde 1524 vom Moskauer Großfürsten Wassili III. in Erinnerung an die Rückeroberung der altrussischen Stadt Smolensk im Jahre 1514 und ihrer Eingliederung in das Moskauer Reich gegründet. Dank großzügiger Schenkungen entwickelte es sich zum reichsten und stärksten Wehrkloster im südlichen Moskauer Befestigungsring, zu dem noch das Donskoi-Kloster, das Simonow-Kloster, das Nowospasski-Kloster und das Andronnikow-Kloster in der Nähe der Straße in Richtung Smolensk und Litauen gehörten. Vom Neujungfrauenkloster aus wurden die Furten über die Moskwa kontrolliert.
Bei Überfällen durch die Krimtataren wurde das Kloster 1571 von Khan Devlet I. Giray niedergebrannt, 1591 wehrte es einen Angriff des Krimkhans Gazi II. Giray ab.
Wesentliche Quelle für Macht und Reichtum des Klosters waren enge Verbindungen zu angesehenen Familien, die vor allem dadurch zustande kamen, dass Witwen und Töchter von Fürsten und Bojaren ins Kloster gingen und reiche Zuwendungen einbrachten. So zog sich nach dem Tod von Zar Fjodor Iwanowitsch seine Witwe Irina 1598 als Nonne Alexandra in das Kloster zurück. Ihr Bruder, Boris Godunow, wurde im selben Jahr in den Mauern des Klosters zum Zaren berufen.
Anfang des 17. Jh. während der polnisch-schwedischen Intervention kam es mehrfach zur Besetzung durch polnische Truppen, bevor das Kloster schließlich 1611 von den polnischen Besatzern niedergebrannt wurde. Unter Zar Michail Fjodorowitsch wurde es wieder aufgebaut und durch Strelizen verstärkt. Die Blütezeit des Klosters begann mit der Regentschaft seines Sohnes und seines Enkels, der Zaren Alexei Michailowitsch und Fjodor Alexejewitsch.
Das Neujungfrauenkloster, das Mitte des 17. Jhs. auch durch das katholische Polen bedrängte Nonnen aus ukrainischen und belarussischen Klöstern aufnahm, entwickelte sich zu einem der reichsten Frauenklöster Russlands, das über Ländereien nicht nur in der Nähe von Moskau, sondern auch am Onegasee und an der unteren Wolga verfügte und dem 36 Dörfer mit rund 15.000 Bauern gehörten.
1689 zwang Peter I. seine mit ihm um die Macht rivalisierende Halbschwester Sofia Alexejewna sich ins Neujungfrauenkloster zurückzuziehen, wo sie 1698 als Urheberin des gescheiterten Strelizenaufstands auf Peters Geheiß zwangsweise zur Nonne geweiht wurde und den Namen Susanna erhielt. Auch seine erste Frau, Jewdokija Lopuchina (als Nonne Jelena), ließ Peter ins Neujungfrauenkloster bringen. Somit war der Eintritt in das Frauenkloster nicht immer freiwillig.

## 18. und 19. Jahrhundert
Mit der Verlegung der Hauptstadt 1712 von Moskau nach Sankt Petersburg verlor das Kloster an Bedeutung. Zunächst unterstand es einer Behörde, dann dem Synod und dem Kollegium für Wirtschaft.
Das Kloster beherbergte in der Folge verschiedene soziale Einrichtungen, unter anderem ein Militärhospital (ab 1724) und ein Waisenhaus für Findelkinder. Die Klosterländereien wurden 1764 säkularisiert.
1812 wurde das Kloster durch die Truppen Napoleons besetzt und ausgeplündert. Bei ihrem Rückzug in der Nacht zum 9. Oktober 1812 versuchten die Franzosen das Kloster zu sprengen, was aber durch das Eingreifen einiger Nonnen vereitelt werden konnte.
1871 wurde im Kloster ein Waisenhaus für Mädchen eingerichtet.

## Sowjetische Periode bis heute

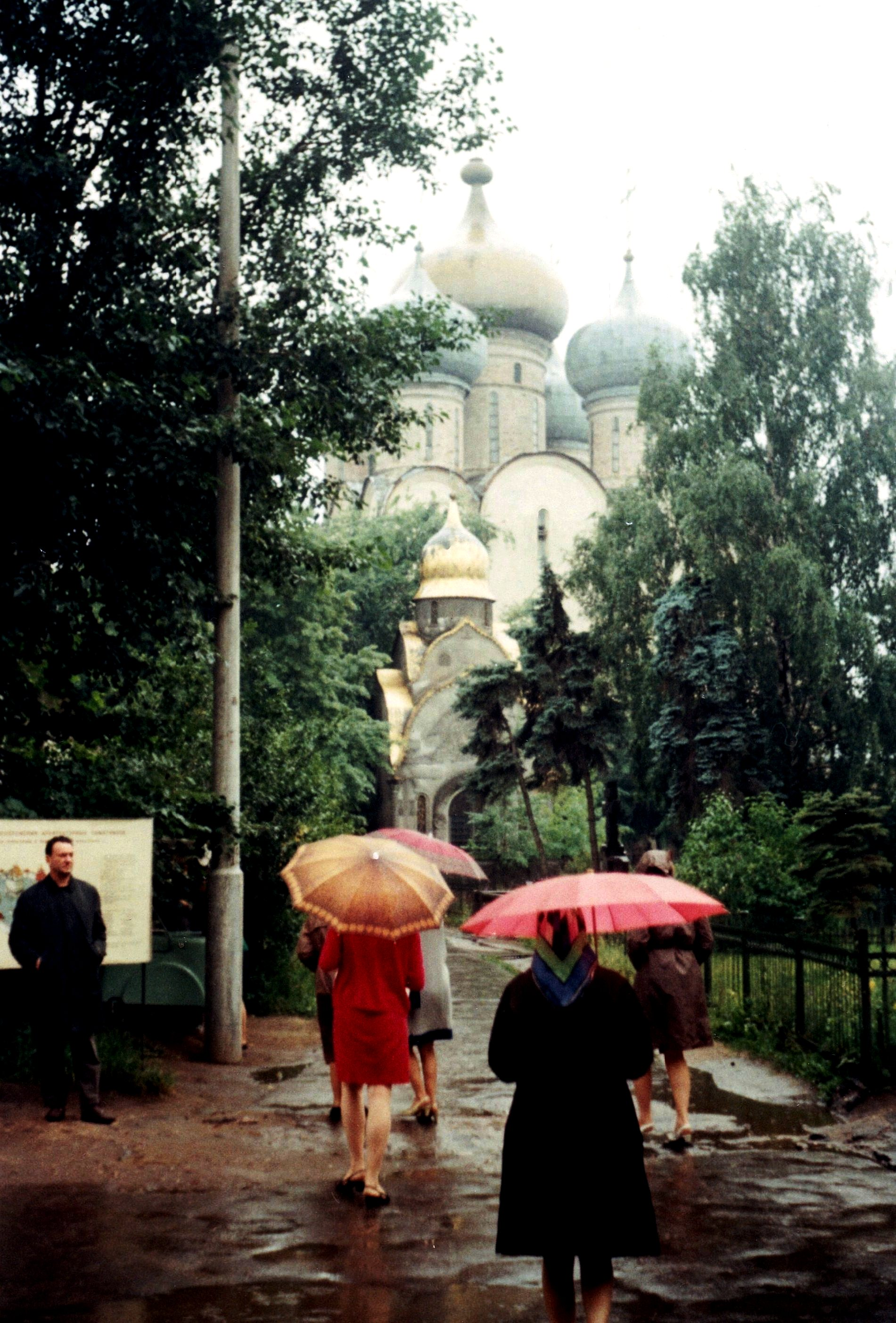
Nowodewitschi-Kloster (Juli 1968)

1922 wurde das Frauenkloster geschlossen, die letzte Kirche musste ihren Betrieb 1929 einstellen. Das Gebäude beherbergte in der Folgezeit verschiedene Organisationen. Seit 1934 ist das Neujungfrauenkloster eine Außenstelle des Staatlichen historischen Museums.
Am 14. Juni 1944 wurden im Kloster zunächst Theologische Kurse eingerichtet, die dann ein Jahr später in ein Orthodoxes Theologisches Institut überführt wurden. Dieses wurde 1948 in das Sergijew-Dreifaltigkeitskloster verlegt und in Moskauer Geistliche Akademie und Seminar umbenannt.
1945 wurde die Maria-Entschlafens-Kathedrale wieder für Gläubige geöffnet.

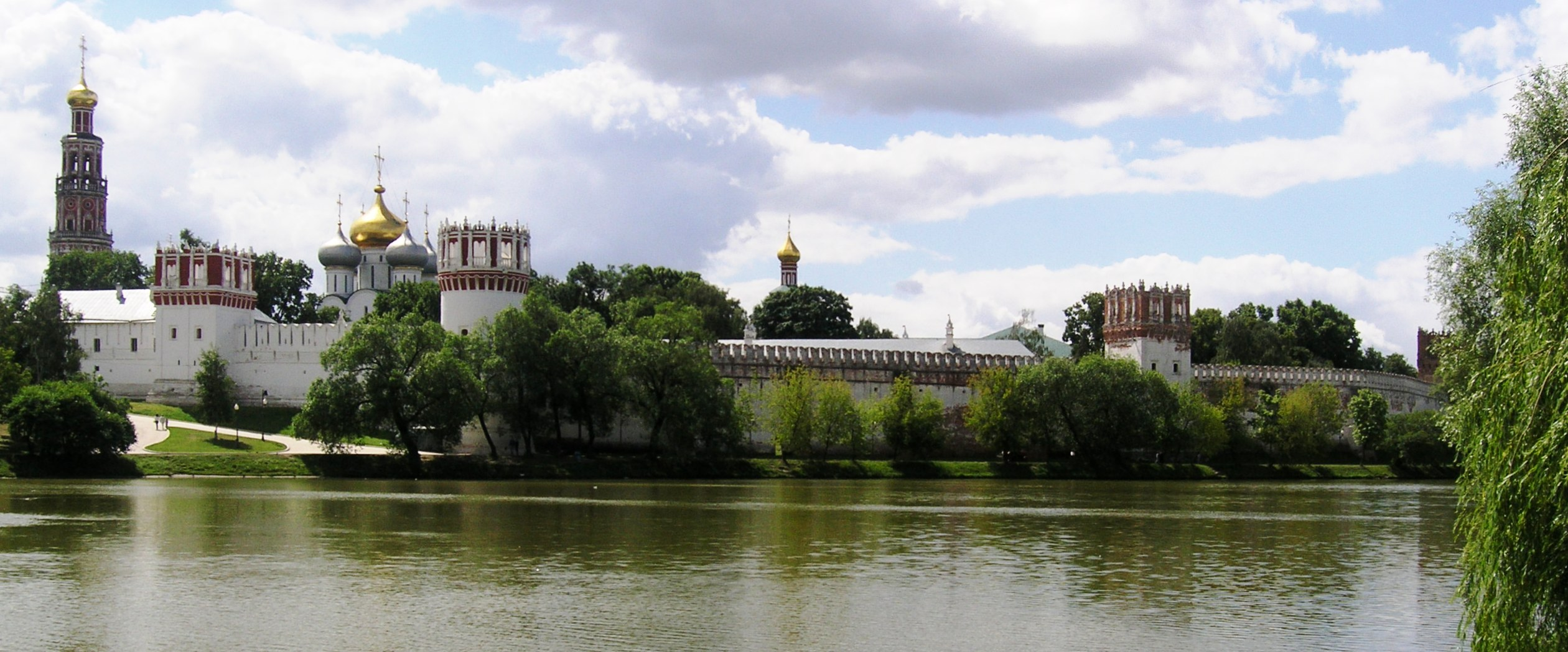
2008, über den See gesehen

Seit 1964 residiert im Neujungfrauenkloster der Metropolit von Krutizy und Kolomna, seit 1977 Juwenali, dem auch das 1994 wieder eingerichtete Frauenkloster untersteht. Die Smolensker Kathedrale und ein Teil der Gebäude gehören dem Museum. Das Kloster besitzt ein Gut (podworje) im Dorf Schubino (heute im Stadtkreis Domodedowo der Oblast Moskau).

## Gebäude und Architektur
Die architektonische Entwicklung des Neujungfrauenklosters vollzog sich zwischen dem 16. und dem 17. Jh. Vorherrschende Stilrichtung dieser Gebäude ist der sogenannte Moskauer Barock. Die fast quadratische Anlage wird umgeben von einer meterdicken Mauer, die auf jeder Seite von einem Tor unterbrochen wird. Das Schutzbedürfnis wird durch vier Ecktürme und weitere acht Türme im Verlauf der Mauer berücksichtigt. Auf dem Klosterareal befinden sich folgende Einzelgebäude.

## Smolensker Kathedrale (1524–1525)
Der früheste Bau der Klosteranlage ist die 1524–1525 angeblich von dem italienischen Architekten Aloisio da Milano errichtete Smolensker Kathedrale. Es handelt sich um eine traditionelle Kreuzkuppelkirche mit sechs Säulen, fünf Kuppeln und drei Apsiden. Sie ist von drei Seiten mit einer breiten Galerie umgeben, an die im 17. Jh. an der Nord- und Südseite überdachte Treppenaufgänge angebaut wurden. In dem hohen Sockelgeschoss befindet sich die Gruft.
Die ersten Fresken der Smolensker Kathedrale entstanden zwischen 1526 und 1530. In der Folge wurden sie mehrfach erneuert, so etwa 1666 unter Boris Godunow durch Meister der Rüstkammer und einige Jahre später durch die Ikonenmaler I. Jelisarow und F. Karpow unter Leitung von Simon Uschakow.
Aus der ersten Ikonostase (1598) sind die Ikonen der Festtagsreihe erhalten geblieben. Die heutige goldverzierte geschnitzte Ikonostase (1683–1685) mit fünf Reihen wurde von Meistern der Rüstkammer (unter Leitung von Ossip Andrejew, Klim Michailow und Stepan Sinowjew) im Auftrag der Regentin Sofia angefertigt.
In der Mitte der Kathedrale steht ein großes getriebenes Weihwasserbecken (1685).

## Gebäudeensemble aus dem 16. Jahrhundert

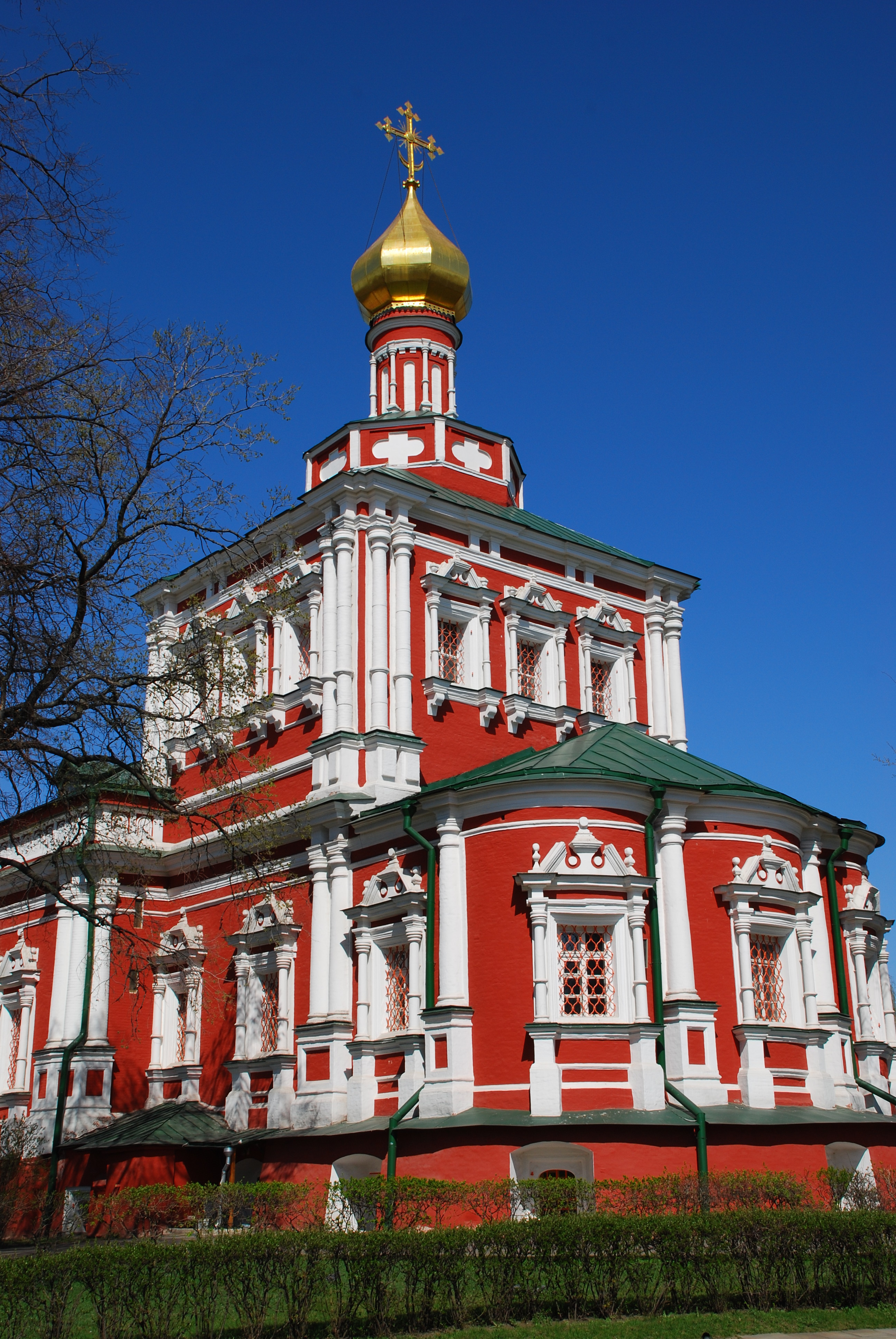
Mariä-Entschlafens-Kathedrale

- Ambrosiuskirche aus der ersten Hälfte des 16. Jh., in der Folgezeit mehrmals umgebaut
- Palast der Irina Godunowa
- Refektorium

## Bauten aus dem 17. Jahrhundert
Unter der Leitung der Regentin Sofia wurden die Interieurs der vorhandenen Gebäude erneuert und es entstanden in den 1780er-Jahren zahlreiche neue Bauten:
- Klostermauern aus rotem Backstein mit Türmen (vier runde Ecktürme, dazwischen acht rechteckige Türme) mit Zinnen und Schießscharten.
- Christi-Verklärungs-Torkirche über dem nördlichen Hauptportal (1687–1688) im Stil des sogenannten Naryschkin-Barocks mit prunkvoller, von Meistern der Rüstkammer des Kreml geschaffener Ikonostase (1687). Die Kirche wird von fünf Kuppeln gekrönt.
- Lopuchin-Gemächer oder auch Lopuchin-Palast, in dem von 1727 bis 1731 die erste Frau Peters I., Jewdokija Lopuchina, lebte
- Mariä-Schutz-Torkiche über dem Südportal (1683–1688) mit drei in einer Achse angeordneten Kuppeln
- Marien-Gemächer (1683–1688)
- Die gesamte Anlage beherrschender, 72 m hoher Glockenturm mit achteckigem Grundriss und sechs jeweils voneinander abgesetzten Geschossen, die von einem Zwiebeldach abgeschlossen werden (1689–1690)
- Maria-Entschlafens-Kathedrale (1685–1687). Das hohe würfelförmige Gebäude wird von einer auf einem Achteck ruhenden Kuppel gekrönt.
- Daran anschließend das Refektorium (1685–1687), ein auf einem hohen Sockelgeschoss errichtetes langgestrecktes einstöckiges Gebäude, in dem sich ein riesiger Speisesaal mit pfeilerlosem Gewölbe befindet. Das Refektorium war ursprünglich von einer offenen Galerie umgeben, die im 19. Jh. abgerissen wurde.
- Mehrere Gebäude mit Mönchszellen im Klosterinnern
- Wachgebäude der Strelitzen

## Friedhof

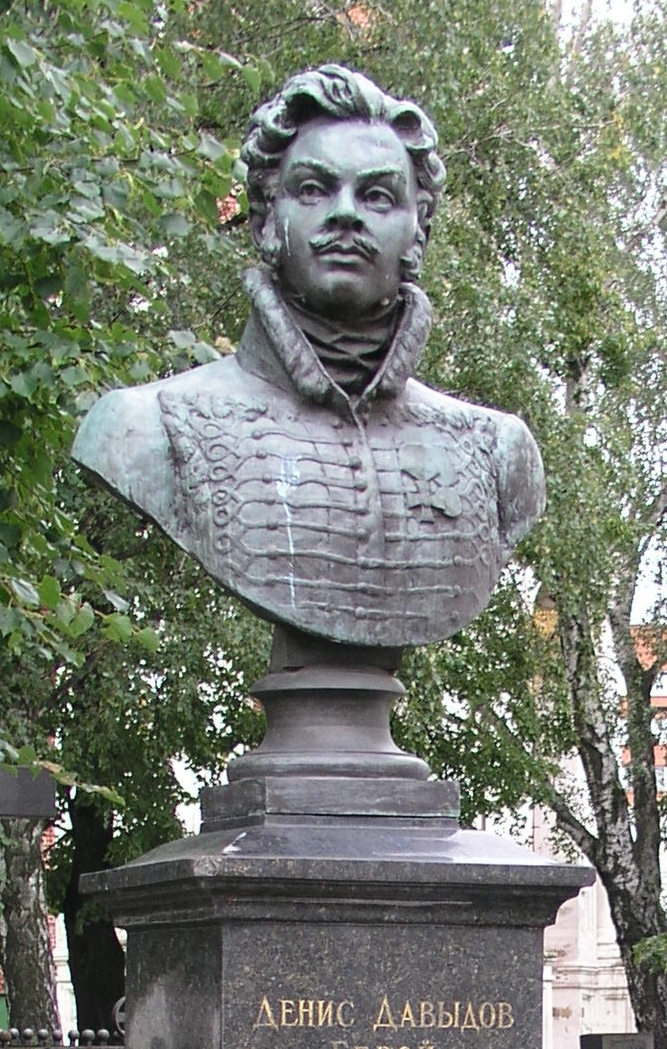
Büste vom Grabmal Denis Dawydows auf dem Klostergelände

Im Kloster sind zahlreiche Angehörige der Zarenfamilie und weiterer angesehener Familien beigesetzt, im Sockelgeschoss der Smolensker Kathedrale beispielsweise die Tochter Iwans des Schrecklichen Jelena, die Töchter Sofija, Jekaterina und Jewdokija des Zaren Alexei Michailowitsch sowie Angehörige der Adelsfamilien Worotynski, Golizyn, Kubenski, Barjatinski, Daschkow. Auch der Begründer der Rüstkammer im Kreml, der Bojar B. M. Chitrowo, hat dort seine letzte Ruhestätte gefunden. Im 19. Jahrhundert wurden auf dem Klosterfriedhof auch nichtadlige angesehene Persönlichkeiten beerdigt.
1898 entstand an der Südmauer des Klosters ein neuer Ehrenfriedhof, der Nowodewitschi-Friedhof, der bis 1904 mit einer Mauer umgeben und 1949 erweitert wurde. Eine Reihe namhafter Persönlichkeiten sind dort beigesetzt, u. a. die Schriftsteller Nikolai Gogol und Anton Tschechow, der Maler Walentin Serow, der Revolutionsdichter Wladimir Majakowski, die Feministin Alexandra Kollontai, Stalins Ehefrau Nadeshda Allilujewa, der ehemalige 1. Sekretär des Zentralkomitees der KPDSU Nikita Chruschtschow, die Frau des ehemaligen Präsidenten der Sowjetunion Michail Gorbatschow Raissa Gorbatschowa, sowie Boris Jelzin, der erste Staatspräsident Russlands.

### Gräber prominenter Personen auf dem Territorium des Klosters
- Ossip Bodjanski (1808–1877), Slawist, Schriftsteller und Historiker
- Alexei Brussilow (1853–1926), General im Ersten Weltkrieg
- Denis Dawydow (1784–1839), Kriegsdichter
- Jewdokija Lopuchina (1669–1731), erste Frau Peter des Großen
- Dmitri Miljutin (1816–1912), Staatsmann und Militärschriftsteller
- Nikolai Miljutin (1818–1872), Staatsmann
- Michail Orlow (1788–1842), Dekabrist
- Wladimir Solowjow (1853–1900), Religionsphilosoph
- Marija Suschkowa (1752–1804), Übersetzerin
- Sergei Trubezkoi (1790–1860), Dekabrist
- Alexander Turgenew (1784–1845), Historiker
- Alexei Uwarow (1825–1885), Archäologe

Anmerkung: Gräber auf dem vom Kloster heute nicht direkt zugänglichen Nowodewitschi-Friedhof sind hier aufgeführt.